# Gornja Vrućica (Bośnia i Hercegowina)
Gornja Vrućica (cyr. Горња Врућица) – wieś w Bośni i Hercegowinie, w Republice Serbskiej, w gminie Teslić. W 2013 roku liczyła 387 mieszkańców.